# Gebratene Spinne

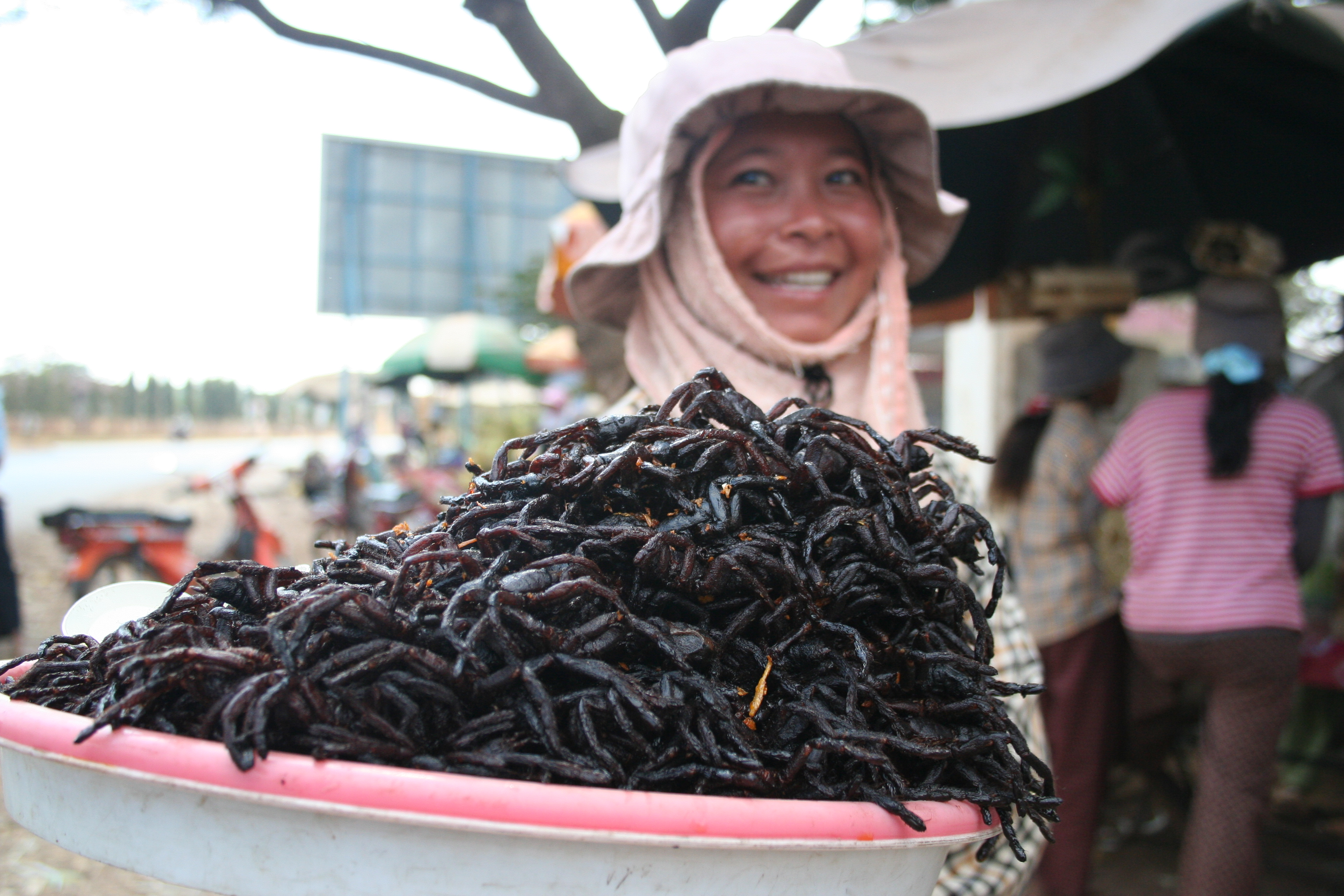
Gebratene Spinnen auf einem Markt in Skuon

Gebratene Spinne ist eine in verschiedenen Regionen Kambodschas angebotene Delikatesse, zubereitet aus der Vogelspinnenart Haplopelma albostriatum, für die besonders der Ort Skuon (etwa 75 Kilometer nördlich von Phnom Penh) bekannt ist.
Es ist nicht vollständig geklärt, wann und warum mit dieser Zubereitung von Spinnen als Lebensmittel begonnen wurde. Angenommen wird jedoch, dass Hunger und Nahrungsmangel während der Herrschaft der Roten Khmer die Bevölkerung zu diesem Nahrungsmittel greifen ließen.

## Zubereitung und Geschmack
Den etwa handflächengroßen Spinnen werden zuallererst die beiden Giftklauen, die sich am Mund befinden, herausgerissen, danach werden sie lebendig in einer Mischung aus Glutamat, Zucker und Salz gewälzt; zerstoßener Knoblauch wird zunächst in Öl angebraten, bis er zu duften beginnt, dann werden die immer noch lebendigen Spinnen hinzugegeben und zusammen mit dem Knoblauch so lange gebraten, bis die Spinnenbeine nahezu fest geworden sind.
Die Beine werden als knusprig beschrieben, das Fleisch des Spinnenkopfes als eine geschmackliche Mischung aus Hühnchen und Kabeljau.

## Wirtschaftliche Bedeutung
In der Gegend um Skuon trägt der Verkauf von gebratenen Spinnen an Reisende wesentlich zum Lebensunterhalt vieler Familien bei.